# Lista miast w województwie podlaskim
W województwie podlaskim znajduje się 40 miast o łącznej populacji 692 133 osób, co stanowi 60,81% całej ludności województwa (stan na 1 stycznia 2024 r.).
Największym i jedynym miastem, którego populacja przekracza 100 tys. mieszkańców, a jednocześnie stolicą województwa podlaskiego jest Białystok zamieszkiwany przez 291 688 osób. Populacja Białegostoku stanowi 42,14% ludności miejskiej województwa. W województwie znajduje się łącznie 14 miast powiatowych, w tym 3 miasta na prawach powiatu: Białystok, Łomża i Suwałki. W tych trzech miastach zamieszkuje łącznie 36,87% populacji podlaskiego. Najmniejszym miastem powiatowym są Sejny z populacją 4889 mieszkańców, będące jednocześnie najmniejszym takim miastem w Polsce. Natomiast największym miastem niebędącym siedzibą powiatu są Łapy zamieszkiwane przez 14 436 osób. Najmniejszą liczbę ludności ma Suraż – 965 osób.
Największą powierzchnię zajmuje Białystok – 102,13 km², zaś najmniejszą Michałowo – 2,15 km². Łącznie powierzchnia obszarów miejskich w województwie wynosi łącznie 925,79 km², czyli 4,59% powierzchni województwa. Jednocześnie największą gęstość zaludnienia na poziomie 2856 os./km² ma Białystok, zaś najmniejszą gęstością cechują się Kleszczele – 22,5 os./km².
Najwięcej – dziewięć miast, znajduje się w powiecie białostockim: Choroszcz, Czarna Białostocka, Łapy, Michałowo, Supraśl, Suraż, Tykocin, Wasilków i Zabłudów. Tylko jedno miasto znajduje się w powiecie sejneńskim oraz powiecie zambrowskim, natomiast powiat suwalski składa się wyłącznie z gmin wiejskich.
| Rozmieszczenie miast na mapie województwa podlaskiego |
| --- |
| BiałystokSuwałkiŁomżaAugustówBielsk PodlaskiGrajewoZambrówHajnówkaSokółkaŁapySiemiatyczeWasilkówKolnoMońkiWysokie MazowieckieCzarna BiałostockaChoroszczDąbrowa BiałostockaSejnyCiechanowiecSupraślBrańskSzczuczynMichałowoKnyszynZabłudówCzyżewKrynkiNowogródLipskSuchowolaStawiskiSzepietowoTykocinDrohiczynGoniądzJedwabneRajgródKleszczeleSuraż Miasta według populacji: · – powyżej 100 tys.; – od 50 do 100 tys.; – od 20 do 50 tys.; – od 10 do 20 tys.; – od 5 do 10 tys.; – poniżej 5 tys.; |

W tabeli przedstawiono wszystkie miasta województwa podlaskiego uszeregowane według liczby ludności. Informacje dotyczące liczby ludności podano na podstawie danych Głównego Urzędu Statystycznego według stanu na dzień 1 stycznia 2024 r. Nazwy miast powiatowych pogrubiono, a nazwy miast na prawach powiatu dodatkowo zapisano kursywą. Nazwiska włodarzy miast, posługujących się tytułem prezydenta miasta zapisano kursywą.
| #   | Herb | Nazwa               | Powiat           | Liczba ludności (1 stycznia 2024) | Powierzchnia [km²] (1 stycznia 2024) | Gęstość zaludnienia [os./km²] (1 stycznia 2024) | Burmistrz/Prezydent   | Współrzędne                               |
| --- | ---- | ------------------- | ---------------- | --------------------------------- | ------------------------------------ | ----------------------------------------------- | --------------------- | ----------------------------------------- |
| 1.  |      | Białystok           | Białystok        | 291 688                           | 102,13                               | 2856                                            | Tadeusz Truskolaski   | 53°08′07″N 23°08′44″E/53,135278 23,145556 |
| 2.  |      | Suwałki             | Suwałki          | 68 231                            | 65,51                                | 1041,5                                          | Czesław Renkiewicz    | 54°06′04″N 22°55′57″E/54,101111 22,932500 |
| 3.  |      | Łomża               | Łomża            | 59 711                            | 32,67                                | 1827,7                                          | Mariusz Chrzanowski   | 53°10′35″N 22°04′23″E/53,176389 22,073056 |
| 4.  |      | Augustów            | augustowski      | 28 995                            | 80,90                                | 358,4                                           | Mirosław Karolczuk    | 53°50′37″N 22°58′39″E/53,843611 22,977500 |
| 5.  |      | Bielsk Podlaski     | bielski          | 23 823                            | 27,01                                | 882                                             | Piotr Wawulski        | 52°46′06″N 23°11′31″E/52,768333 23,191944 |
| 6.  |      | Grajewo             | grajewski        | 20 899                            | 18,95                                | 1102,9                                          | Maciej Bednarko       | 53°38′48″N 22°27′18″E/53,646667 22,455000 |
| 7.  |      | Zambrów             | zambrowski       | 20 848                            | 19,02                                | 1096,1                                          | Kazimierz Dąbrowski   | 52°59′08″N 22°14′28″E/52,985556 22,241111 |
| 8.  |      | Hajnówka            | hajnowski        | 18 976                            | 21,29                                | 891,3                                           | Ireneusz Kiendyś      | 52°44′20″N 23°35′00″E/52,738889 23,583333 |
| 9.  |      | Sokółka             | sokólski         | 17 087                            | 18,65                                | 916,2                                           | Ewa Kulikowska        | 53°24′25″N 23°30′00″E/53,406944 23,500000 |
| 10. |      | Łapy                | białostocki      | 14 436                            | 12,14                                | 1189,1                                          | Krzysztof Gołaszewski | 52°59′28″N 22°53′07″E/52,991111 22,885278 |
| 11. |      | Siemiatycze         | siemiatycki      | 13 391                            | 36,25                                | 369,4                                           | Piotr Siniakowicz     | 52°25′38″N 22°51′45″E/52,427222 22,862500 |
| 12. |      | Wasilków            | białostocki      | 12 768                            | 28,26                                | 451,8                                           | Adrian Łuckiewicz     | 53°12′00″N 23°12′16″E/53,200000 23,204444 |
| 13. |      | Kolno               | kolneński        | 9839                              | 25,07                                | 392,5                                           | Andrzej Duda          | 53°24′38″N 21°56′02″E/53,410556 21,933889 |
| 14. |      | Mońki               | moniecki         | 9449                              | 7,66                                 | 1233,6                                          | Zbigniew Karwowski    | 53°24′25″N 22°47′50″E/53,406944 22,797222 |
| 15. |      | Wysokie Mazowieckie | wysokomazowiecki | 9017                              | 15,24                                | 591,7                                           | Jarosław Siekierko    | 52°55′00″N 22°30′52″E/52,916667 22,514444 |
| 16. |      | Czarna Białostocka  | białostocki      | 8579                              | 14,28                                | 600,8                                           | Jacek Chrulski        | 53°18′19″N 23°16′56″E/53,305278 23,282222 |
| 17. |      | Choroszcz           | białostocki      | 6089                              | 16,79                                | 362,7                                           | Robert Wardziński     | 53°08′35″N 22°59′08″E/53,143056 22,985556 |
| 18. |      | Dąbrowa Białostocka | sokólski         | 5008                              | 22,64                                | 221,2                                           | Artur Gajlewicz       | 53°39′13″N 23°20′55″E/53,653611 23,348611 |
| 19. |      | Sejny               | sejneński        | 4889                              | 4,49                                 | 1088,9                                          | Arkadiusz Nowalski    | 54°06′24″N 23°20′55″E/54,106667 23,348611 |
| 20. |      | Ciechanowiec        | wysokomazowiecki | 4372                              | 19,53                                | 223,9                                           | Eugeniusz Święcki     | 52°41′10″N 22°29′30″E/52,686111 22,491667 |
| 21. |      | Supraśl             | białostocki      | 4332                              | 5,68                                 | 762,7                                           | Radosław Dobrowolski  | 53°12′40″N 23°20′15″E/53,211111 23,337500 |
| 22. |      | Brańsk              | bielski          | 3494                              | 32,43                                | 107,7                                           | Eugeniusz Koczewski   | 52°44′44″N 22°50′00″E/52,745556 22,833333 |
| 23. |      | Szczuczyn           | grajewski        | 3139                              | 13,23                                | 237,3                                           | Artur Kuczyński       | 53°33′58″N 22°17′06″E/53,566111 22,285000 |
| 24. |      | Michałowo           | białostocki      | 2753                              | 2,15                                 | 1280,5                                          | Marek Nazarko         | 53°02′13″N 23°36′16″E/53,036944 23,604444 |
| 25. |      | Knyszyn             | moniecki         | 2643                              | 23,68                                | 111,6                                           | Jarosław Chmielewski  | 53°18′45″N 22°55′10″E/53,312500 22,919444 |
| 26. |      | Zabłudów            | białostocki      | 2485                              | 14,30                                | 173,8                                           | Adam Tomanek          | 53°00′55″N 23°20′07″E/53,015278 23,335278 |
| 27. |      | Czyżew              | wysokomazowiecki | 2480                              | 5,23                                 | 474,2                                           | Anna Bogucka          | 52°47′45″N 22°19′45″E/52,795833 22,329167 |
| 28. |      | Krynki              | sokólski         | 2132                              | 3,84                                 | 555,2                                           | Jolanta Gudalewska    | 53°15′55″N 23°46′20″E/53,265278 23,772222 |
| 29. |      | Nowogród            | łomżyński        | 2087                              | 20,55                                | 101,6                                           | Grzegorz Palka        | 53°13′40″N 21°52′50″E/53,227778 21,880556 |
| 30. |      | Lipsk               | augustowski      | 2052                              | 4,98                                 | 412                                             | Lech Łępicki          | 53°44′01″N 23°23′59″E/53,733611 23,399722 |
| 31. |      | Suchowola           | sokólski         | 2034                              | 25,95                                | 78,4                                            | Michał Matyskiel      | 53°34′46″N 23°06′06″E/53,579444 23,101667 |
| 32. |      | Szepietowo          | wysokomazowiecki | 2018                              | 2,84                                 | 710,6                                           | Robert Wyszyński      | 52°52′11″N 22°32′47″E/52,869722 22,546389 |
| 33. |      | Stawiski            | kolneński        | 2003                              | 13,24                                | 151,3                                           | Agnieszka Rutkowska   | 53°22′47″N 22°09′18″E/53,379722 22,155000 |
| 34. |      | Tykocin             | białostocki      | 1844                              | 28,96                                | 63,7                                            | Mariusz Dudziński     | 53°12′20″N 22°46′15″E/53,205556 22,770833 |
| 35. |      | Drohiczyn           | siemiatycki      | 1747                              | 15,68                                | 111,4                                           | Wojciech Borzym       | 52°23′50″N 22°39′33″E/52,397222 22,659167 |
| 36. |      | Goniądz             | moniecki         | 1717                              | 4,28                                 | 401,2                                           | Grzegorz Dudkiewicz   | 53°29′23″N 22°44′00″E/53,489722 22,733333 |
| 37. |      | Jedwabne            | łomżyński        | 1676                              | 4,54                                 | 369,2                                           | Adam Niebrzydowski    | 53°17′10″N 22°18′09″E/53,286111 22,302500 |
| 38. |      | Rajgród             | grajewski        | 1388                              | 35,18                                | 39,5                                            | Ireneusz Gliniecki    | 53°44′01″N 22°42′01″E/53,733611 22,700278 |
| 39. |      | Kleszczele          | hajnowski        | 1049                              | 46,71                                | 22,5                                            | Aleksander Sielicki   | 52°34′27″N 23°19′33″E/52,574167 23,325833 |
| 40. |      | Suraż               | białostocki      | 965                               | 33,86                                | 28,5                                            | Henryk Łapiński       | 52°56′59″N 22°57′23″E/52,949722 22,956389 |